# Salacia distans
Salacia distans is een hydroïdpoliep uit de familie Sertulariidae. De poliep komt uit het geslacht Salacia. Salacia distans werd in 1914 voor het eerst wetenschappelijk beschreven door Bale. 